# Sommarro, Örebro

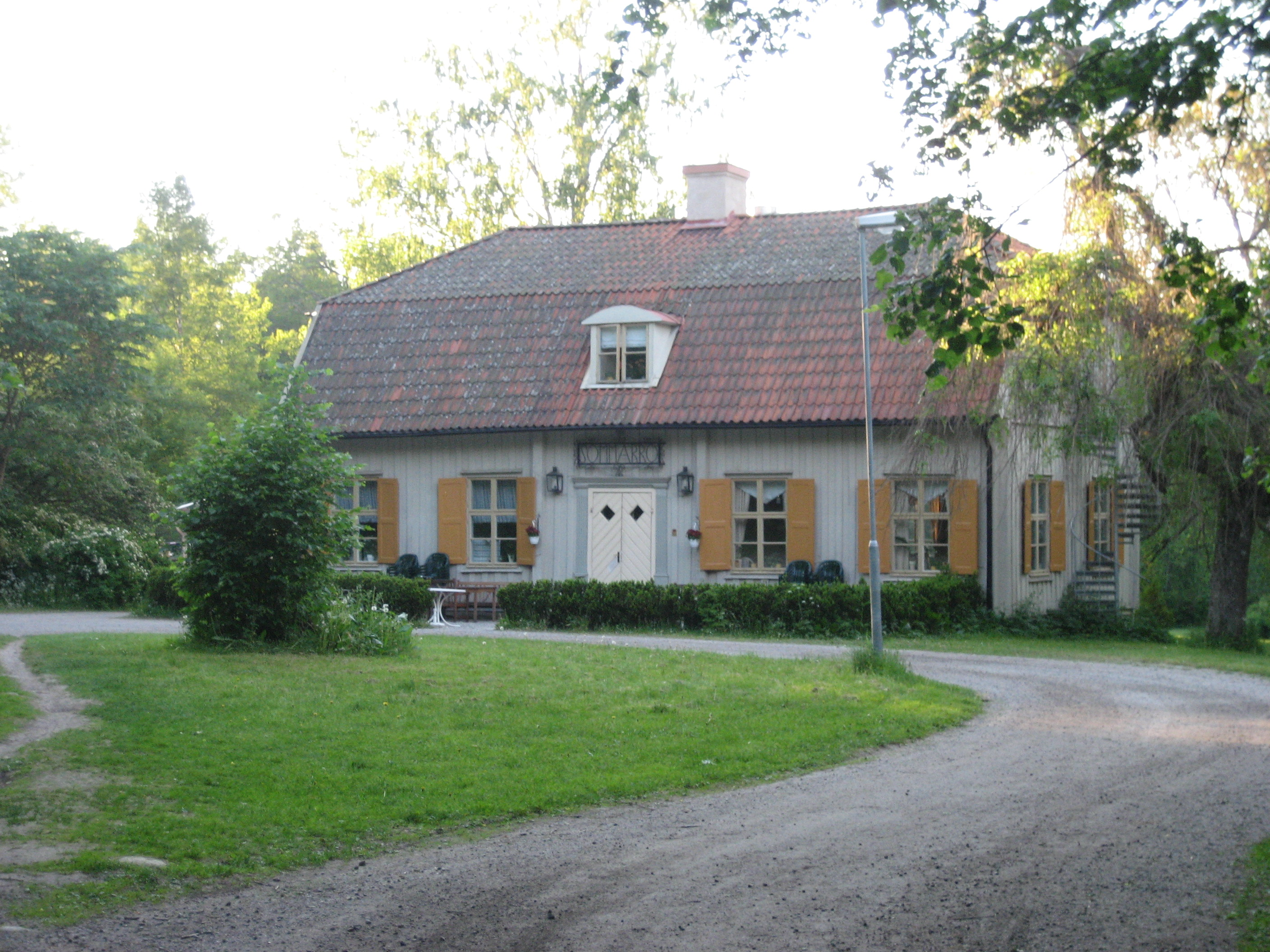
Sommarro värdshus

Sommarro är ett större grönområde, numera kulturreservat, i stadsdelen Adolfsberg i Örebro. Sommarro gränsar till Lugnets idrottsplats, liksom genomfartsleden Vänsterbacken och Hagalundsvägen.

## Beskrivning
Den centrala delen av området utgörs av en engelsk park där det finns ett värdshus. Parken består mestadels av ädla lövträd. I parken ligger ett litet grekiskt tempel på en höjd. Utanför parken, som avgränsas av en gammal stenmur, finns en blandskog som innehåller promenadstigar. Här finns en mindre tjärn som kallas Skattkärr, vilken ligger i anslutning till förkastningsbranten Glada Berget. Runt området går ett motionsspår. 

### Templet
På 1830-talet tillkom en av Sommarros mest symboliska och mest kända byggnader, paviljongen "Templet". Den byggdes på en kulle, och skulle erinra om ett grekiskt tempel. Templet brann ner den 16 augusti 2010. Troligen var branden anlagd. Enligt beslut i kommunen återuppbyggdes Templet under 2013-14. En ny stig och ramp har anlagts för att öka tillgängligheten för rörelsehindrade sånna personer med rullstol.Templet ägs av kommunen men kommer att arrenderas av Värdshuset. Återinvigningen ägde rum den 6 juni 2014.

## Historik
Sommarro anlades i slutet av 1700-talet av storköpmannen Johan Broms, och kom att under hela 1800-talet att bli släkten Broms sommarställe. Johan Broms son, kommerserådet Carl Gustaf Broms, anlade trädgården och det grekiska templet på berget. Sommarro beboddes senare av kommerserådets dotter, Carolina Broms. Örebro stad köpte fastigheten år 1894. I fastigheten Lugnet residerade kung Karl XIII under sommarmånaderna, när han vistades i Örebro under Riksdagen år 1812.

## Kulturreservatet Sommarro
Sommarro är ett av örebroarnas mest uppskattade naturområden. För att bevara en bild av hur invånarna i den förindustriella staden utnyttjade området utanför stadsgränsen fram till 1800-talets slut inrättades ett 65,4 hektar stort kulturreservat år 2010. Området har sedan flera hundra år haft stor betydelse för Örebros invånare som odlings- och betesmark. Husen i området är bra exempel på de kombinerade sommarnöjen och jordbruk som de förnämsta borgarna hade på kort avstånd från Örebro under 1700- och 1800-talen.